# Bryan Zaragoza
Pour les articles homonymes, voir Zaragoza.
Bryan Zaragoza Martínez, né le 9 septembre 2001 à Málaga (Espagne), est un footballeur international espagnol qui évolue au poste d'ailier gauche au RC Celta, en prêt du Bayern Munich.

## Biographie

### En club
Né à Málaga en Andalousie, Bryan Zaragoza commence le football au CD Tiro Pichón, club de sa ville natale. Il rejoint le CD Conejito et est ensuite refusé par plusieurs clubs de sa région tels que le FC Séville, le Real Bétis ou encore le Málaga CF. Il est finalement repéré par le Grenade CF, avec qui il s'engage en 2019. Après une saison en équipe de jeunes, il est prêté au CP El Ejido, en troisième division espagnole. Il y joue quinze rencontres et y inscrit un but. De retour à Grenade, il joue avec la réserve, le Recreativo Granada, évoluant en quatrième division. Il réalise sa première saison complète avec trente-trois matchs disputés pour sept buts inscrits et joue un match de Copa del Rey avec l'équipe première.                                   
Le 12 septembre 2022, il joue ses premières minutes en professionnel en Liga 2 avec son club formateur face au SD Eibar (défaite 4-0). Le 18 novembre suivant, accumulant du temps de jeu en équipe première, il marque son premier but et signe sa première passe décisive avec Grenade face à Albacete. Au mois d'avril 2023, il prolonge son contrat en Andalousie jusqu'en 2027. Décisif lors des trois dernières journées de championnat, il est l'un des éléments participant activement au titre de champion de Grenade, qui remonte ainsi directement en Liga.                                   
Performant à l'échelon inférieur, Zaragoza se fait rapidement remarquer en Liga, où il marque son premier but de la saison face au RCD Majorque. Son talent attire de nouveau le FC Séville, qui pense à le recruter en fin de mercato. Resté à Grenade, il enchaîne les bonnes performances et marque à nouveau face à la Real Sociedad et contre Almería en championnat. Le 8 octobre 2023, il inscrit un doublé face au FC Barcelone, notamment un but où il se joue de Jules Koundé avant de battre Ter Stegen.
En décembre 2023, le Bayern Munich annonce que Bryan Zaragoza rejoindra le club bavarois à l'été 2024, en signant un contrat de cinq ans pour environ 15 millions d'euros. Il rejoint finalement le Bayern Munich début février en prêt jusqu'à la fin de la saison. Il dispute sept rencontres avec sa nouvelle équipe sur la deuxième partie de saison, et termine troisième de Bundesliga derrière le Bayer Leverkusen et le VfB Stuttgart.
Le 9 août 2024, le Bayern Munich annonce que Zaragoza est prêté sans option d'achat à Osasuna pour une saison.

### En sélection
Le 9 octobre 2023, à la suite de la blessure de Yeremi Pino, le sélectionneur espagnol Luis De La Fuente le convoque pour la première fois en équipe nationale. Trois jours plus tard, il entre en jeu à la mi-temps face à l'Écosse (victoire 2-0). En novembre 2024, il marque son premier but en sélection face à la Suisse.

## Statistiques
| Saison                | Club                  | Championnat           | Championnat | Championnat | Championnat | Coupe(s) nationale(s) | Coupe(s) nationale(s) | Coupe(s) nationale(s) | Compétition(s) continentale(s) | Compétition(s) continentale(s) | Compétition(s) continentale(s) | Compétition(s) continentale(s) | Espagne | Espagne | Espagne | Total | Total | Total |
| Saison                | Club                  | Division              | M.          | B.          | P.d.        | M.                    | B.                    | P.d.                  | Comp.                          | M.                             | B.                             | P.d.                           | M.      | B.      | P.d.    | M.    | B.    | P.d.  |
| 2020-2021             | Recreativo Granada    | 2ªB                   | -           | -           | -           | -                     | -                     | -                     | -                              | -                              | -                              | -                              | -       | -       | -       | 0     | 0     | 0     |
| 2020-2021             | CP El Ejido (prêt)    | 2ªB                   | 15          | 1           | 0           | -                     | -                     | -                     | -                              | -                              | -                              | -                              | -       | -       | -       | 15    | 1     | 0     |
| 2021-2022             | Recreativo Granada    | 2ª División           | 33          | 7           | 0           | -                     | -                     | -                     | -                              | -                              | -                              | -                              | -       | -       | -       | 33    | 7     | 0     |
| 2021-2022             | Grenade CF            | Liga                  | -           | -           | -           | 1                     | 0                     | 0                     | -                              | -                              | -                              | -                              | -       | -       | -       | 1     | 0     | 0     |
| 2022-2023             | Grenade CF            | Liga 2                | 34          | 5           | 1           | 2                     | 0                     | 0                     | -                              | -                              | -                              | -                              | -       | -       | -       | 36    | 5     | 1     |
| 2023-2024             | Grenade CF            | Liga                  | 21          | 6           | 2           | -                     | -                     | -                     | -                              | -                              | -                              | -                              | 1       | 0       | 0       | 22    | 6     | 2     |
| Sous-total            | Sous-total            | Sous-total            | 55          | 11          | 3           | 3                     | 0                     | 0                     | -                              | 0                              | 0                              | 0                              | 1       | 0       | 0       | 59    | 11    | 3     |
| 2023-2024             | Bayern Munich (prêt)  | Bundesliga            | 7           | 0           | 0           | -                     | -                     | -                     | C1                             | -                              | -                              | -                              | -       | -       | -       | 7     | 0     | 0     |
| 2024-2025             | Bayern Munich         | Bundesliga            | 0           | 0           | 0           | -                     | -                     | -                     | C1                             | -                              | -                              | -                              | -       | -       | -       | 0     | 0     | 0     |
| Sous-total            | Sous-total            | Sous-total            | 7           | 0           | 0           | 0                     | 0                     | 0                     | -                              | 0                              | 0                              | 0                              | 0       | 0       | 0       | 7     | 0     | 0     |
| 2024-2025             | CA Osasuna (prêt)     | Liga                  | 24          | 1           | 6           | 1                     | 0                     | 0                     | -                              | -                              | -                              | -                              | 2       | 1       | 0       | 27    | 2     | 6     |
| Sous-total            | Sous-total            | Sous-total            | 24          | 1           | 6           | 1                     | 0                     | 0                     | -                              | 0                              | 0                              | 0                              | 2       | 1       | 0       | 27    | 2     | 6     |
| Total sur la carrière | Total sur la carrière | Total sur la carrière | 134         | 20          | 9           | 4                     | 0                     | 0                     | -                              | 0                              | 0                              | 0                              | 3       | 1       | 0       | 141   | 21    | 9     |

## Palmarès
- Grenade CF
  - Champion d'Espagne de Liga 2 en 2023